# Bluff
Pour les articles homonymes, voir Bluff (homonymie).
 (septembre 2010).
Si vous disposez d'ouvrages ou d'articles de référence ou si vous connaissez des sites web de qualité traitant du thème abordé ici, merci de compléter l'article en donnant les références utiles à sa vérifiabilité et en les liant à la section « Notes et références ».
 (février 2016).
- Si vous ne connaissez pas le sujet, laissez ce bandeau (vous pouvez alors contacter les auteurs).
- Si vous supprimez le contenu mis en cause (vous pouvez préalablement contacter les auteurs),

argumentez précisément cette suppression dans la page de discussion
(un manque de référence n'est pas un argument ; une recherche réelle de référence doit avoir été effectuée, être formellement documentée).

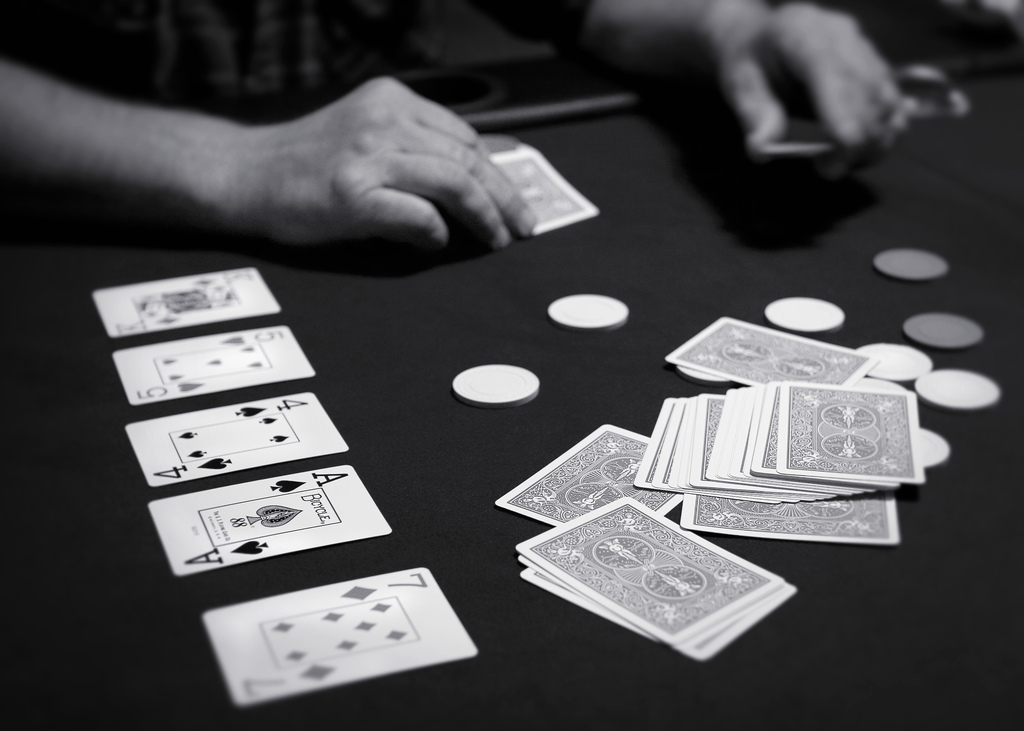

Le bluff est une technique de jeu consistant à jouer comme si l'on avait un jeu différent de celui détenu en réalité.
Il existe deux types de bluffs :
- Le bluff psychologique joue sur un coup particulier. En affichant une ligne de jeu irrationnelle, il peut induire les adversaires en erreur et les pousse à la faute. Selon les cas, il est parfois intéressant de faire croire à un jeu plus faible qu'il ne l'est réellement (type de bluff appelé slowplay au poker).
- Le bluff rationnel s'insère dans une stratégie globale. En affichant volontairement un comportement parfois erratique, il entretient l'incertitude des adversaires et les empêche d'analyser de manière précise les lignes de jeu suivies.

Le bluff est très utilisé dans de nombreux jeux de cartes, dont principalement le poker. Il est également utilisé dans de nombreux jeux de société. Il s'agit généralement de faire croire aux adversaires que l'on va jouer d'une certaine manière alors que l'intention réelle est tout autre. Le bluff est très présent dans des jeux comme Adel verpflichtet, Vive le roi !, Perudo ou Maka Bana et la belote de comptoir.

## Au poker
Vous jouez au poker. Vous venez de miser votre chemise et votre pantalon contre un joueur ayant, pensez-vous, une main meilleure que la vôtre, alors que vous n'avez qu'une paire de deux.
Il ne vous reste plus qu'à bluffer.
Vous devez faire croire à votre adversaire que vous possédez un très bon jeu alors que ce n'est pas le cas. Pour lui faire croire, tous les coups sont permis : les petits clins d'œil amusés, les faux sourires...
Un joueur qui tente un bluff « psychique » doit inciter ses adversaires à relancer, non à venir "pour voir". Il doit donc initialement miser bas, s'il veut inciter à la relance, puis doit augmenter sa mise rapidement, de manière que ses adversaires soient en permanence persuadés qu'ils ont un jeu nettement supérieur (pour relancer) ou nettement inférieur (pour se coucher): si sa mise est insuffisante, il court le risque que son adversaire décide d'aller "pour voir" et que son bluff s'effondre. Si un joueur passe pour un ordinateur qui ne bluffe jamais, ses relances n'affichent qu'un jeu fort, qui dissuadera ses adversaires de venir voir. Inversement, s'il passe pour un fantaisiste susceptible de bluffer fréquemment, sa relance n'aura pas un effet dissuasif sur ses adversaires, qui hésiteront moins à venir voir. Pour jouer des bluffs psychologiques, il faut donner une image de joueur très raisonnable, qui relance rarement et toujours avec raison, ce qui permet de remporter quelques coups de bluff sans être inquiété.
Le bluff sur une main faible n'est nullement une tentative de tromperie, ou un passage en force contre les statistiques, mais simplement un investissement à faire, judicieusement calculé pour augmenter ses gains sur l'ensemble de la partie. L'effet du bluff n'est pas sur les mains faibles (où le résultat est statistiquement indifférent), mais bien sur les mains fortes:
L'intérêt d'une stratégie de bluff optimale est de valoriser statistiquement ses mains gagnantes, en obligeant l'adversaire à venir les voir plus souvent.
Pour qu'un joueur puisse rentabiliser ses mains fortes, il est souhaitable que ses adversaires suivent ses relances, donc de montrer qu'on bluffe régulièrement: cette stratégie de bluff rationnel permettra de rentabiliser un jeu agressif.
La stratégie optimale est discutée ci-dessous.

## Mathématiques du bluff optimal

### Paire améliorée contre tirage amélioré
On suppose qu'Alice a ouvert, et a demandé deux cartes (montrant a priori une paire), et Bob a suivi et a demandé une carte (montrant a priori un tirage).
Du point de vue de Alice, après avoir eu sa nouvelle carte, Bob peut alors se trouver avec trois types de mains possible :
| Main possible de l'adversaire après qu'il a tiré une carte : | Rien   | Paire  | DP     | Br     | Q      | C     | F     | K     | QF    |
| ------------------------------------------------------------ | ------ | ------ | ------ | ------ | ------ | ----- | ----- | ----- | ----- |
| Probabilité qu'il ait cette main                             | 32,9 % | 15,0 % | 37,4 % | 0,0 %  | 3,9 %  | 7,0 % | 3,5 % | 0,2 % | 0,0 % |
| Probabilité qu'il batte cette main                           | 67,1 % | 52,0 % | 14,6 % | 14,6 % | 10,8 % | 3,7 % | 0,3 % | 0,0 % | 0,0 % |

- Bob peut n'avoir rien ou une paire (dans 48 % des cas au total). Alice, qui avait a priori une paire, ce qui est facile à améliorer, le bat très probablement dans ce cas. Sauf s'il bluffe, Bob se couchera certainement.
- Bob peut avoir une double paire (dans 37,4 % des cas), que ce soit d'entrée ou après avoir eu sa nouvelle carte. Si Alice n'a pas mieux qu'une double paire il est probable qu'ils ne chercheront à relancer ni l'un ni l'autre : sauf s'il bluffe, Bob suivra probablement l'ouverture d'Alice sans relancer.
- Bob peut avoir réalisé son tirage (dans 14,6 % des cas, soit une fois sur sept). Dans ce cas, Bob sait qu'il gagne contre Alice tant qu'elle n'a pas de Full ou de Carré, c’est-à-dire dans 94,4 % des cas, son jeu est pratiquement à un contre vingt, qu'Alice ait un Brelan ou une double paire. Il fera certainement monter les enchères, pour faire payer à Alice le droit éventuel de voir sa main.

Sur ce, Alice ouvre du pot, affichant un jeu potentiellement gagnant, probablement une double paire ou un brelan. Du point de vue de Alice, si Bob décide de relancer fortement, il affiche un jeu "fortement gagnant", qui en principe ne peut pas être une double paire : le jeu justifiant une relance forte est un tirage réussi, qui a donc débouché sur une couleur ou une quinte. Ceci étant, si on imagine qu'il puisse bluffer, il peut aussi bien le faire avec une double paire d'entrée (ce ne serait alors qu'un semi-bluff) ; mais pour ne pas trop compliquer la situation, que les mains ne peuvent pas être de force équivalente avec une double paire : Alice a au moins un brelan, et/ou Bob n'a pas une double paire.
Si Bob a réalisé son tirage de quinte ou de couleur, il peut donc se permettre de relancer. Mais à quel niveau? Tout dépend en fait de la fréquence à laquelle Bob bluffe dans ce cas.
La relance de Bob affiche un jeu qui ne devrait se présenter que dans b=14,6 % des cas, et Alice doit choisir entre trois positions possibles :
- Si elle a elle-même une main gagnante (Full ou carré, avec une probabilité a=5,6 %), elle suivra certainement (ou relancera).
- Si elle n'a pas de main très forte, elle peut choisir de suivre (avec une fréquence α % qu'elle choisit) pour sanctionner un bluff éventuel, et empêcher Bob de bluffer trop souvent - mais ceci implique qu'elle doit payer plus cher si Bob en réalité ne bluffe pas.
- Dans les autres cas elle peut passer.

### Point neutre du bluff
Alice peut décider de sanctionner un éventuel bluff (avec une fréquence α), et Bob peut avoir décidé de bluffer (avec une fréquence β).
Si Bob a une main faible, le choix pour lui est entre bluffer ou passer. S'il décide de bluffer un peu, le risque qu'il prend dépend de la stratégie d'Alice: il risque une perte supplémentaire du montant de sa relance R (avec une fréquence de a+ α), mais peut récupérer le pot P tant qu'Alice ne suit pas (le reste du temps). Le point d'équilibre pour Bob est atteint si R(a+ α) = P(1-(a+ α)), c’est-à-dire (a+α) = P/(P+R), et ce point d'équilibre ne dépend que de la probabilité qu'Alice a d'aller voir. Si Alice sanctionne moins fréquemment, le bluff de Bob peut être plus fréquent, si Alice sanctionne plus fréquemment, le bluff de Bob doit être moins fréquent, et si Alice joue exactement sur ce point neutre, le gain de Bob ne dépend pas de son taux de bluff.
Face à une relance de Bob, même si Alice a une main potentiellement perdante, elle peut néanmoins décider de sanctionner un éventuel bluff, en "suivant" la mise. Le tableau suivant décrit les trois choix d'Alice et ses gains possibles, après que Bob a décidé de relancer :
| (Gains pour Alice)                     | Alice a un Full ou un Carré Fréquence a=5,6 % | Alice sanctionne un bluff Fréquence α % | Alice passe sur la relance Fréquence 1-(α+5,6) % |
| -------------------------------------- | --------------------------------------------- | --------------------------------------- | ------------------------------------------------ |
| Bob a eu son tirage Fréquence b=14,6 % | Alice Gagne le pot et la relance P+R          | Alice perd la relance -(R-r)            | Bob gagne le pot ---                             |
| Bob décide de bluffer Fréquence β      | Alice gagne le pot et la relance P+R          | Alice gagne le pot et la relance P+R    | Bob gagne le pot ---                             |

Alice perdra sa relance (R-r) dans les b=14,6 % de fois où le tirage de Bob s'est réalisé, mais avec une fréquence de β % elle récupère à la fois le pot et la relance de Bob. L'équilibre est atteint quand (R-r).(b)=β.(P+R), ce qui ne dépend que du taux de bluff de Bob (et bien sûr, de son niveau de relance). Si β<b.(R-r)/(P+R), chercher à sanctionner un bluff est une perte d'argent en moyenne, donc il vaut mieux laisser bluffer sans rien faire. Si au contraire β est supérieur à cette limite, la sanction d'un bluff éventuel rapporte en moyenne de l'argent, donc il vaut mieux suivre systématiquement.
Le point neutre est atteint pour les deux joueurs quand Alice vient voir les relances avec une probabilité a+α=P/(P+R), et que Bob bluff avec une probabilité β=b.(R-r)/(P+R). Si Bob conserve exactement ce taux de bluff, il gagnera en moyenne autant, quelle que soit la stratégie de Alice: il gagnera plus grâce au bluff si Alice vient voir moins souvent, et plus grâce aux tirages réussis si Alice vient plus souvent. De même, si Alice conserve rigoureusement ce taux de suivi, elle gagnera autant, quelle que soit la stratégie de Bob.
Il faut souligner que  la fréquence optimale du bluff β est toujours inférieure à b, celle de la main gagnante prétendue: quand un bluffeur rationnel affiche une main forte, elle est présente plus d'une fois sur deux. Inversement, donc, si un bluffeur montre sa main forte moins d'une fois sur deux quand on vient le voir, son bluff n'est pas rationnel mais psychologique, et la bonne stratégie consiste à venir le voir beaucoup plus souvent.
- Un niveau de relance typique est de deux fois la valeur du pot.
- Au point neutre, une relance à deux fois le pot correspond à un bluff une fois sur trois.
- Au point neutre, une relance à deux fois le pot doit être suivie une fois sur trois.

### Gain apporté par le bluff
Quel est l'intérêt de jouer sur le point neutre ? Le gain peut se calculer simplement en supposant qu'Alice est sur le point neutre, et Bob ne bluffe jamais (puisqu'il suffit qu'un des deux joueurs y soit pour que le résultat soit neutre). Le tableau suivant donne les gains possibles de Bob, après qu'il a relancé :
| (Gains pour Bob)               | Alice a un Full ou un Carré Fréquence a=5,6 % | Alice sanctionne un bluff Fréquence α % | Alice passe sur la relance Fréquence 1-(α+5,6) % |
| ------------------------------ | --------------------------------------------- | --------------------------------------- | ------------------------------------------------ |
| Bob a eu son tirage et relance | Bob perd le pot et la relance -R              | Alice perd la relance R                 | Bob gagne le pot P                               |

- Sans bluff, quand son tirage réussit, Bob gagne le pot avec une fréquence (1-a), et perd sa relance avec une fréquence de a=5,6 %. Globalement, son gain sans bluff est P(1-a)-R(a).
- Avec bluff, il oblige Alice à venir jouer au point neutre en venant voir avec une fréquence supplémentaire α, ce qui lui fait gagner à présent P(1-a-α)-R(a)+(P+R).α
- La différence entre les deux situations est (P+R)α-Pα = αR: en moyenne, Bob gagne exactement le montant de ses relances qu'Alice doit accepter de suivre, sur ses tirages réussis.

On voit que l'effet du bluff n'est pas sur les mains faibles (où le résultat est statistiquement indifférent), mais bien sur les mains fortes:
- L'intérêt d'une stratégie de bluff optimale est de valoriser statistiquement ses mains gagnantes, en obligeant l'adversaire à venir les voir plus souvent.

Le bluff sur une main faible n'est donc nullement une tentative de tromperie, ou un passage en force contre les statistiques, mais simplement un investissement à faire, judicieusement calculé pour augmenter ses gains sur l'ensemble de la partie.

### Raison pour jouer au point neutre
Pour Bob, jouer au point neutre présente un avantage financier direct: en moyenne il gagnera plus d'argent que sans bluff, que ce soit sur ses mains fortes valorisées par les suivis de Alice, ou sur les bluffs non tenus. Le jeu sur le point neutre présente un avantage psychologique et statistique: comme la rentabilité du coup ne dépend plus de facteurs psychologiques, il s'assure un jeu régulier, sans surprise financière. Le seul inconvénient est de s'astreindre à ne bluffer que dans les limites rationnelles, sans se laisser guider par son inspiration. Ceci étant, il peut continuer à le faire de temps en temps: ce sera statistiquement indétectable.
Pour Alice, le jeu sur le point neutre n'est pas financièrement avantageux, parce que c'est statistiquement une perte d'argent contre un joueur qui manifestement ne bluffe jamais, ou qui bluffe avec une fréquence manifestement en dessous de son point neutre. En revanche, c'est une assurance contre les gros bluffeurs ou les joueurs erratiques: en jouant sur le point neutre, elle peut jouer sans avoir à deviner ce que cache la stratégie de son adversaire. L'assurance a un coût, mais en moyenne, c'est le même coût qu'elle gagnera quand elle-même sera en position de bluffer: en moyenne, c'est une stratégie à somme nulle. Ceci ne l'empêche pas de venir voir moins souvent celles des mains dont elle pense que l'adversaire ne peut pas bluffer, bien sûr, si son intuition est solide.
- Contre un joueur qui manifestement ne maîtrise pas le taux optimal de bluff ou de sanction, il ne faut pas jouer sur le point neutre, mais d'une manière qui rentabilise son défaut de jeu systématique. S'il bluffe trop, augmenter le suivi, s'il "colle" trop au suivi, diminuer le bluff, et ainsi de suite. En moyenne, un joueur qui connaît ses points neutres gagne de l'argent contre un débutant qui n'en respecte manifestement jamais l'équilibre - il suffit d'attendre.
- Si l'adversaire joue manifestement sur le point neutre du bluff, il n'y a pas de raison de changer sa stratégie: tant qu'il ne bougera pas du point neutre, le gain moyen sera le même. Tout au plus est-il possible de tenter de s'écarter du point neutre pour voir s'il suit, et jouer au chat et à la souris dès qu'il le fait.

### Niveau de relance optimal
On sait qu'Alice peut calculer son « point neutre » en fonction du taux de relance de Bob. Le gain de Bob par une stratégie de bluff est donc, en remplaçant α par sa valeur:
{\displaystyle Gain=R\left({\frac {P}{P+R}}-a\right)=P\left(1-{\frac {P}{P+R}}\right)-a.R}
On voit qu'en fonction de R (le niveau de relance par rapport au pot), le gain suit une branche d'hyperbole, et est maximal quand sa différentielle s'annule:
{\displaystyle {\frac {d(Gain)}{dR}}={\frac {P^{2}}{(P+R)^{2}}}-a=0\quad } c’est-à-dire {\displaystyle \quad {\frac {P}{R+P}}={\sqrt {a}}}
Dans le cas présenté, l'optimum serait une relance à trois fois le pot, parce que la probabilité pour Alice de toucher le Full dangereux n'est que de a=5,6 %, donc relativement faible. Pour une relance à trois fois le pot:
- Le taux maximal de bluff admissible est de l'ordre de 60 % celui de la main prétendue: une enchère forte sera donc fausse dans 37,5 % des cas.
- Le taux de vérification à assurer n'est plus que de 1/4 (en comptant les mains gagnantes).
- Le gain de la stratégie est alors 0.58 (au lieu de 0.54 pour une relance de deux fois le pot).

En fait, il n'est pas très important de jouer exactement sur l'optimum, puisque autour de cette valeur le gain moyen ne variera pas beaucoup. On peut retenir globalement que si la probabilité qu'a Alice de gagner sont de l'ordre de 10 %, les relances de Bob sont optimales pour à peu près deux fois le pot.
En prenant des relances à deux fois le pot (R=2P), Bob doit bluffer avec une fréquence égale aux deux-tiers de sa probabilité d'avoir la main forte qu'il prétend afficher (b=14,6 %), soit à peu près 10 %. Quand son tirage est perdant (ce qui arrive avec fréquence relative de 85,4 %), pour pouvoir à long terme valoriser ses tirages gagnants, il doit tout de même bluffer dans 10 %/85,4 %= 11,7 % de ses mains perdantes, en relançant agressivement à deux fois le montant du pot.

### Le chat et la souris
Le point neutre est stable, dans le sens où si l'un des deux joueurs s'y tient, son gain moyen ne dépend pas de la stratégie de l'autre joueur. Mais c'est une stratégie qui a un coût: en moyenne, il faut venir voir les relances, typiquement une fois sur trois.
Si Alice joue constamment sur son point neutre, Bob peut tenter un jeu psychologique: faire croire à une stratégie excentrique, et deviner le moment où Alice changera sa stratégie, pour inverser son comportement. Bob peut faire de la provocation sur une série de petits coups, en ne jouant manifestement plus sur le sien. Bluffer « manifestement » trop souvent  est relativement facile : Alice finira par s'apercevoir que lorsqu'elle vient voir, la main gagnante n'est pas au rendez-vous au niveau statistiquement attendu.
Dès que Bob s'écarte manifestement de son point neutre, Alice peut modifier son taux de sanction en conséquence, et faire payer à Bob son inconstance: Si la stratégie de Bob est stable, Alice peut en tirer profit. Mais pour ce faire, elle doit elle-même s'éloigner du point neutre et venir voir beaucoup plus souvent, ce qui l'expose à des retours de griffe de la part de Bob…
Par exemple, sur une quinzaine de relances de Bob, Alice devrait en moyenne venir voir cinq fois. Il serait normal que Bob ait bluffé deux fois en moyenne, voire trois, mais découvrir quatre ou cinq bluffs montre que Bob ne joue certainement pas sur son point neutre. Alice sera donc tentée de venir voir plus souvent, ce qui permettra à Bob (qui entre-temps aura retrouvé son niveau de bluff optimal) d'encaisser plus souvent le prix de la relance. Inversement, si Bob ne bluffe jamais sur cette séquence, Alice sera tentée de venir voir moins souvent, permettant à Bob d'augmenter son taux de bluff impunément.

## Doubles relances
Une autre manière de voir le bluff est qu'il reflète le principe: il faut payer pour voir une main forte. En appliquant ce principe, face à la relance de Bob, Alice doit relancer pour faire payer à Bob son Full — et donc, doit également bluffer quand elle décide de dénoncer le bluff de Bob, de manière à l'obliger à suivre et rentabiliser en moyenne son Full.
L'échange caractéristique est alors:
- (Alice) Ouverture au pot (j'ai au moins une paire forte) — le pot vaut 2.
- (Bob) Suivi (j'ai au moins ça) — le pot vaut 3.
- (Alice) Deux cartes (c'est une paire ou un brelan).
- (Bob) Une carte (c'est un tirage ou une double paire).
- (Alice) Ouverture au pot, donc trois (j'ai au moins une double paire forte) — le pot vaut 6.
- (Bob) Je relance au double, donc trois plus neuf (je déclare avoir réussi mon tirage, mais je bluffe une fois sur trois…) — le pot vaut 6*3=18, et Alice doit ajouter 9 pour suivre.
- (Alice) Je relance aussi au double du pot (36), donc 9 plus 25 (Moi c'est un full, mais je bluffe aussi une fois sur trois…)  — le pot vaut (18)*3=54, et Bob doit ajouter 25 pour suivre.

Arrivé à ce stade, Bob est toujours exposé à ses trois choix fondamentaux: passer, suivre, ou relancer?
Sauf cas particulier, un joueur qui a relancé (pour afficher un jeu fort) n'a pas de raison objective de relancer une seconde fois. S'il le fait, c'est pour des raisons qui se rattachent au jeu psychologique.

### Passe ou suivi (Alice joue rationnellement un full)
Alice ayant relancé au double du pot, le point neutre est de venir voir une fois sur trois, indépendamment de la main de Bob. De fait, si Alice joue de manière rationnelle et fait une relance, elle ne bluffe qu'une fois sur trois, et a un jeu gagnant le reste du temps. Venir voir une main gagnante à 66 % est statistiquement coûteux, mais c'est le prix à payer, parce qu'Alice bluffe correctement, et pour que le bluff d'Alice reste limité.
Ceci étant, Bob a affiché avoir réussi son tirage, et comme il bluffe rationnellement, le tirage y est deux fois sur trois. Tant qu'à passer, autant ne le faire que sur les mains qui de toute manière étaient perdantes. Alice peut bluffer avec un brelan, et ce serait idiot de venir le voir avec une simple paire quand on peut le faire en moyenne avec une suite… S'il y a une sur-relance de Alice, la stratégie de Bob est donc :
- Si la relance initiale de Bob était un bluff, passer.
- Si la relance initiale de Bob était justifiée par une couleur ou une quinte, venir voir une fois sur deux le full prétendu de Alice.

### Relance (affichage d'un carré ou d'une quinte flush)
Une relance rationnelle affiche un jeu nettement plus fort que celui déjà affiché par l'adversaire.
Indépendamment du bluff, la première relance de Bob affiche un tirage réussi — sous forme la plus probable, c’est-à-dire quinte ou couleur. La relance de Alice affiche que sa paire s'est améliorée en full ou carré, ce qui bat la quinte ou la couleur. Une relance supplémentaire de Bob affirme qu'il détient un jeu encore plus fort, qui ne peut qu'être un tirage réussi à la quinte flush.
Quand on demande « une carte », le carré (servi) ou la quinte flush n'arrivent que dans 0,25 % des distributions : sur la centaine de coups que représente une soirée, l'amélioration d'un tirage se voit une dizaine de fois, mais un carré servi ou une amélioration à la quinte flush est une main qu'on ne voit qu'une soirée sur quatre. Et il faut que ça tombe juste quand Alice déclare qu'elle améliore sa main au full? La coïncidence est extraordinaire…
Le raisonnement ne peut plus être statistique, mais doit être psychologique, parce qu'un tel jeu ne se présentera certainement pas deux fois à la table.